# Lechytia maxima
Lechytia maxima es una especie de arácnido del orden Pseudoscorpionida de la familia Lechytiidae.

## Distribución geográfica
Se encuentra en Kenia y Tanzania.